# هانز بوخ
هانز بوخ (بالفنلندية: Hans Buch)‏  (و. 1883 – 1964 م) هو عالم نبات من فنلندا . ولد في هلسنكي .